# 落合川 (東京都)
落合川（おちあいがわ）は、東京都を流れる荒川水系の一級河川である。黒目川支流の一つ。

## 概要

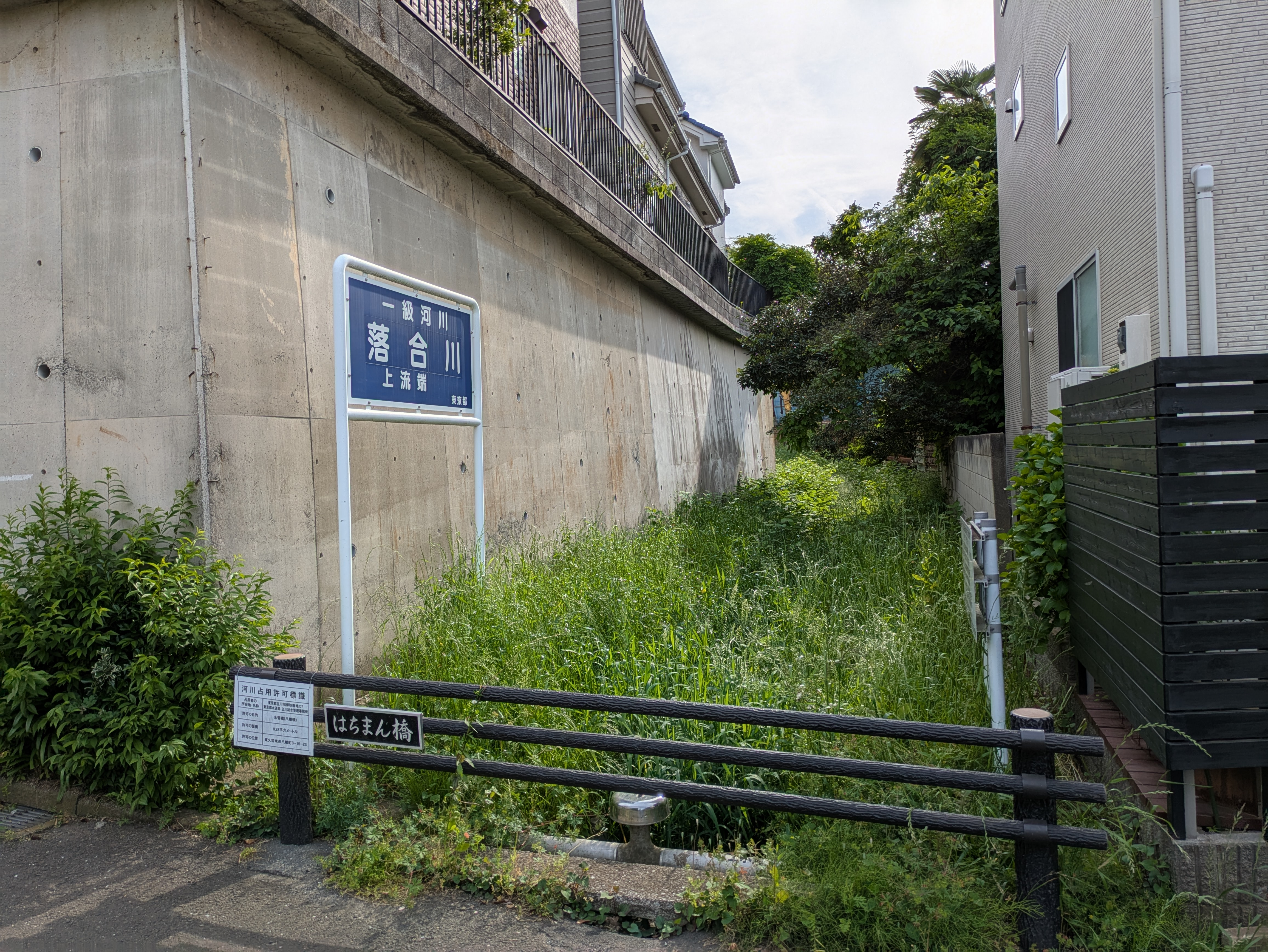
落合川上流端

東京都東久留米市 八幡町に源を発する。埼玉県境にほど近い神宝町 1丁目で黒目川に合流する。1970年代半ばまで生活排水や畜産の排水で汚されていたが、近年、清流を取り戻しており、ホトケドジョウ、アブラハヤ、タカハヤ、シマドジョウなど湧水の礫の河床に生息する魚たちが見られ、カワセミも営巣する。また落合川や河川敷にはナガエミクリ、タコノアシ、ミズニラなどの準絶滅危惧種が生育している。

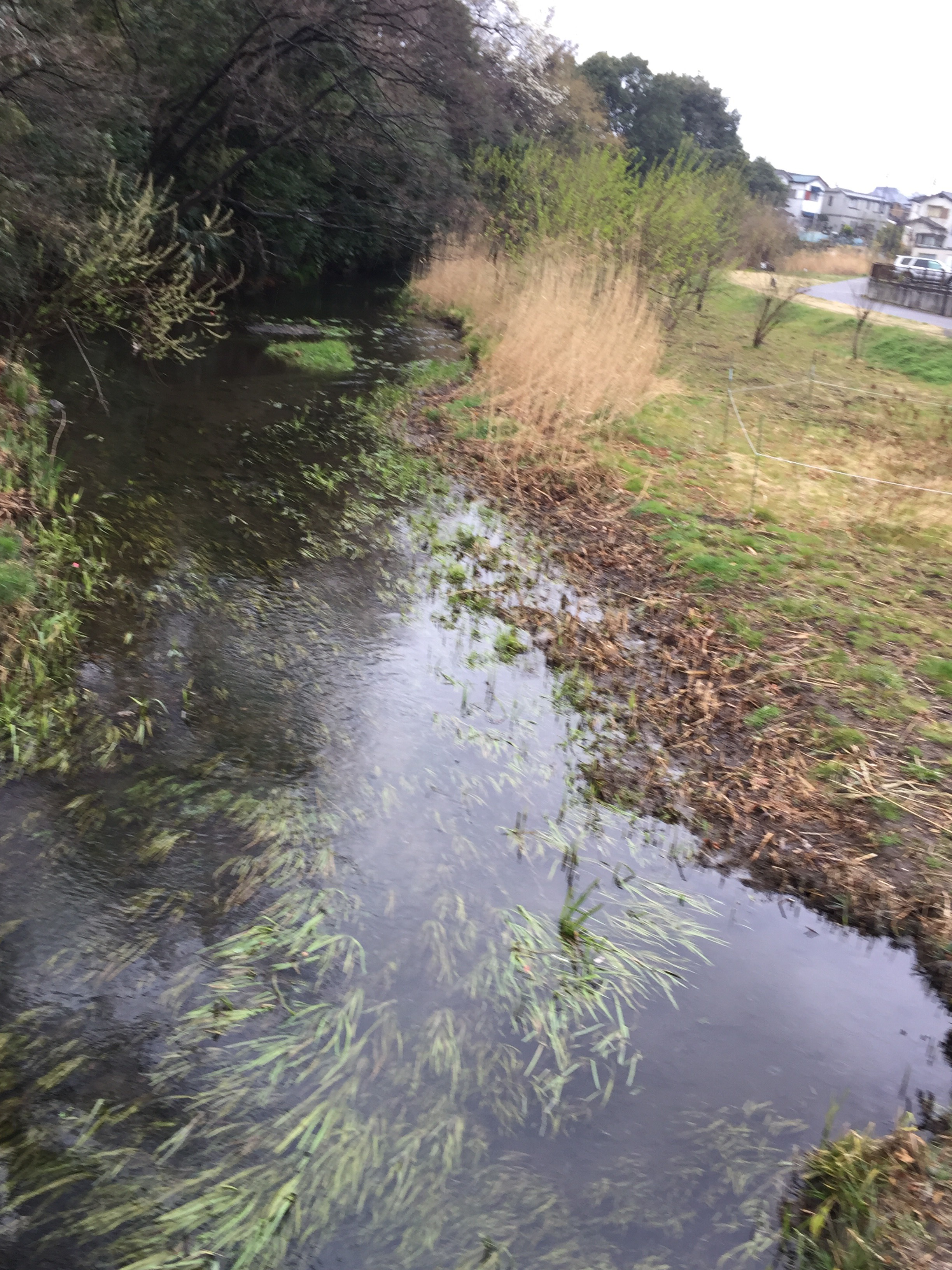
宮下橋から上流を望む

落合川沿いにはジョギングや散歩ができる遊歩道が整備されており、南沢湧水群、竹林公園の湧水など多数の湧水が点在する。武蔵野台地は水が浸透しやすい関東ローム層が堆積しているため、雨水は台地地下の礫層を通って地中を流れていく。しかし台地の勾配は標高50メートル付近でゆるくなる。このため礫層を流れる地下水がせき止められ、湧き出してくる。これが落合川流域に数多く見られる流水群のメカニズムである。

## 南沢湧水群

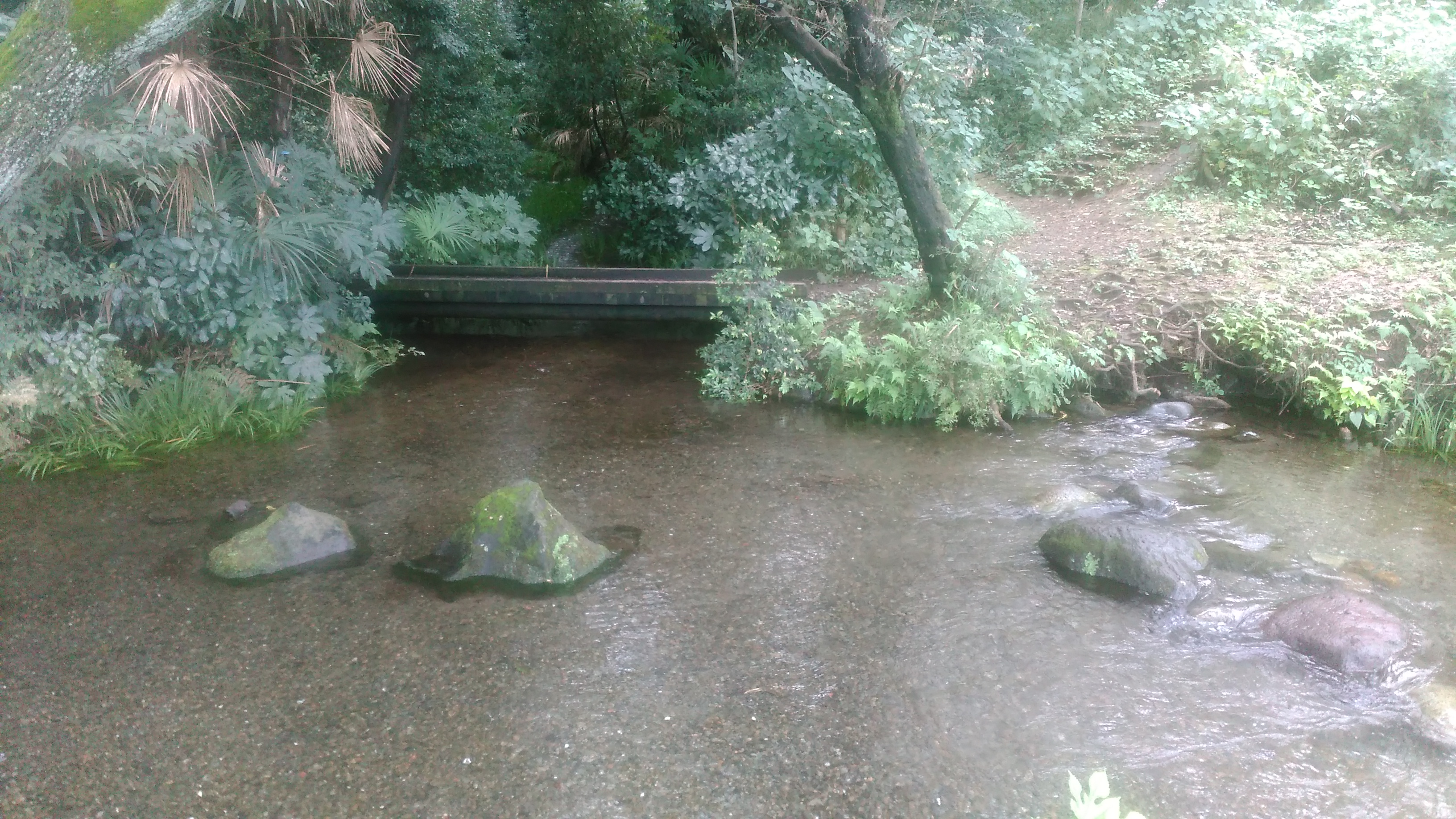
東京都東久留米市南沢湧水群

南沢湧水群は、東京都東久留米市 南沢三丁目9番地に湧く湧水群で落合川に流れ込んでいる。湧水量は1日約1万トンで、隣接する東京都水道局の給水所から汲み上げられた地下水を荒川水系の水に混合して市内の水道水としても一部利用されている。「南沢緑地」として東京の名湧水57選に選ばれている。2008年（平成20年）6月に「落合川と南沢湧水群」として平成の名水百選に選ばれた。南沢湧水は多摩地区最大の水量とされる。

## 流域の主な施設
氷川神社 (東久留米市南沢) - 湧水の守護神とされる。

## 流域の自治体
東京都東久留米市

## 支流
- 弁天川 - 東久留米駅東口近くの厳島神社(門前弁財天)を水源とし、東京ドームスポーツセンター東久留米付近で合流する。多くの区間が暗渠となっている。水源の厳島神社の池では、降雨量が多い年にのみ湧水が見られると言われている。
- 立野川 - 向山緑地公園に水源(TG-1～TG-2)があり、自然河川のままで、自由学園の地下を流れ、浅間町の新落合橋付近で合流する。宮前橋、小沢橋、笠松橋、南立野橋等が架かる。
- こぶし沢(竹林支流) - 竹林公園に水源(CP-1～CP-4)があり、西武池袋線付近で合流する。
- 砂頭流(さがしらりゅう) - 南沢湧水群のうち給水所内東の泉(MZ-1)と給水所内西の泉(MZ-2)を水源とし、毘沙門橋付近で合流する。沢頭流にはさらに、樹林の奥の泉(MZ-3)を水源とする海老沢流(えびさわりゅう)および竹林の前の泉(MZ-4)を水源とする神酒沢流(かみきざわりゅう)の２つの支流がある。
- ひょうたん池 - 神明山公園のひょうたん池に水源がある。

## 橋梁

### 落合川
下流より記載
- 下谷橋
- 新落合橋（東京都道・埼玉県道234号前沢保谷線 新道）
- 落合橋（東京都道・埼玉県道234号前沢保谷線 旧道）
- 不動橋（不動橋通り）
- 立野橋（歩行者専用）
- 共立橋
- 西武池袋線
- 立野一の橋
- 立野二の橋
- 美鳥橋
- 老松橋（竹林公園通り）
- 毘沙門橋（南沢通り）
- 宮下橋
- こぶし橋（歩行者専用）
- 南神明橋Ⅲ
- 南神明橋Ⅰ
- 南神明橋Ⅱ
- 神明橋
- 地蔵橋（神明通り）
- 御成橋
- 弁天橋（小金井街道）
- かわせみ橋
- 八幡橋

### 立野川
- 宮前橋（前沢保谷線）
- (無名)
- (無名)
- 小沢橋（浅間通り）
- 西武池袋線
- (無名)
- 笠松橋（南沢通り）
- (無名)